# قلعه کژدم
بقایای قلعه کژدم مربوط به سده‌های اولیه دوران‌های تاریخی پس از اسلام است و در شهرستان ایذه، بخش مرکزی، دهستان حومه شرقی، در روستای قلعه گژدم و حوالی روستای خنگ اژدر و در بالا دست آثار باستانی خنگ اژدر واقع شده و این اثر در تاریخ ۲۶ اسفند ۱۳۸۷ با شمارهٔ ثبت ۲۵۹۸۳ به‌عنوان یکی از آثار ملی ایران به ثبت رسیده است.